# Chloroclystis laticostata
Chloroclystis laticostata là một loài bướm đêm trong họ Geometridae.